# Alp Arszlán nagyszeldzsuk szultán
Alp Arszlán, muszlim nevén Abu Sudzsá Muhammad (أبو شجاع محمد [Abū Šuǧāʿ Muḥammad]), uralkodói nevén Adud ad-Daula (عضد الدولة [ʿAḍud ad-Dawla]), Transzoxánia, 1029–1034 k. – Transzoxánia, 1073 januárja) a Szeldzsuk-család tagja, Togril bég unokaöccse, 1063 szeptemberétől haláláig nagyszeldzsuk szultán volt. Nevéhez fűződik a bizánciakra súlyos csapást mérő manzikerti diadal.

## Útja a trónig
A Nagyszeldzsuk Birodalmat megalapító testvérpár, Togril bég és Csagri bég a gaznavida I. Maszúdra mért dandánkáni vereséget (1040) követően felosztotta egymás között a jövőbeli hódításokat: Togril nyugatra indult, és meg sem állt Bagdadig, ahol szultáni titulust kapott a kalifától, míg Csagri a horászáni Mervben maradt, és a kelet-iráni térséget irányította nagykirályi (malik al-mulúk) titulussal. Csagri fia, Alp Arszlán a híradások szerint már 10-14 évesen, 1043/1044 körül bekapcsolódott apja küzdelmeibe az afganisztáni területeket még mindig őrző Gaznavidák ellen Balh térségében. Sikereinek köszönhetően apja idővel rábízta Északkelet-Horászán (Balh, Toháresztán, Tirmidz, Vahs és Valválidzs vidéke) kormányzását, ahol sikeresen helytállt. Apja betegségével párhuzamosan rá és két fivérére, Kávurdra és Jákútira szállt a birodalom tényleges irányítása. 1059 július/augusztus során nagybátyjuk, Togril segítségére siettek, és Rajj közelében legyőzték lázadó nagybátyjukat, Ibráhím Ínált. Csagri 1060-ban bekövetkezett halálakor a keleti birodalomfél irányítása a nagykirályi címmel együtt Alp Arszlánra szállt.

## Szultánsága

### A hatalom megszerzése
1063 szeptemberében elhunyt a gyermektelen Togril bég, aki Alp Arszlán egy harmadik fivérét, a jelentéktelennek tűnő Szulajmánt jelölte ki örököséül, akit Amíd al-Mulk al-Kunduri vezír ki is kiáltott szultánná. A horászáni fejedelem nagybátyja halálhírére rövid úton Rajjba vonult, ahol átvette a hatalmat a szultánná kikiáltott fivérétől, akit kárpótlásul örökösének ismert el. Hamarosan az Alborz vidékén néhány éve lázadó Kutlumussal, apja unokatestvérével is leszámolt, aki egy baleset során életét vesztette a csatát követően (november/december folyamán). A Szulajmánt támogató al-Kundurit átállása ellenére bebörtönözték, és 1065-ben kivégezték. Alp Arszlán röviddel diadalát követően hivatalos szultáni kinevezést szerzett al-Káim kalifától, amivel legitimálta uralmát.

### A keleti befolyás megerősítése
1064 tavaszán vezírje, Nizám al-Mulk és az 1066-ban trónörökösnek kinevezett fia, Maliksáh kíséretében a bizánci befolyás alatt álló Örményországra tört, ahol elfoglalta Ani és Karsz városát, hűbérbe kényszerítve a kicsiny grúz fejedelemséget, majd még abban az évben visszatért az iráni térségbe. Iszfahánon át először Kermánba ment, hogy megerősítse befolyását az ott uralkodó fivére, Kávurd felett. Innen hamarosan Mervbe ment, ahol Maliksáhot a transzoxániai karahánida fejedelem lányával, a később Hvárezm élére helyezett, Arszlánsáh nevű fiát pedig egy gaznavida hercegnővel házasította össze. Ekkoriban (1064 végén, 1065 elején) verte le heráti nagybátyja, Jabgu felkelését és a lázadó huttali és csagánijáni hűbéreseket is, újabb személyes babérokat szerezve a csatákban mutatott bátorságával. A hadjárat messze északra, a sztyeppvidékig jutott. Eredményeképpen Alp Arszlán megerősítette a szeldzsukok Hvárezm, valamint a nomád törzsek feletti uralmát is.
Alp Arszlán a kermáni birtokait Fársz felé kiterjeszteni kívánó Kávurdot ekkoriban a helyi kurdok nagy hatalmú vezére, Fadlúja ibn Ali támogatásával kívánta sakkban tartani, aki azonban megbízhatatlannak bizonyult, és Kávurd ambíciót sem törte le. Ezért 1067-ben és 1069-ben ismét Fársz és Kermán felé kellett vonulnia. Az időközben Kávurddal kiegyező Fadlúját végül a Nizám al-Mulk vezír vezette sereg elfogta, és Isztahrban bebörtönözték, ahol egy szöktetési kísérlet során megölték a következő évben. Fivére pedig végül kénytelen volt elfogadnia Alp Arszlán főségét, bár kermáni birtokait ománi hódításaival együtt megtarthatta. A helyzet fenntartásának garantálására a szultán tehetséges trónörökösét, Maliksáhot a fárszi Siráz élére nevezte ki kormányzónak.

### A nyugati hadjárat
Míg Alp Arszlán keleten hadakozott, a török nomádok számos portyát és betörést indítottak a bizánci Anatólia ellen. 1067-ben még Kaiszareiát is bevették. Az 1068-ban trónra lépő Rómanosz Diogenész császár azonnal ellentámadást indított, ami egészen az észak-szíriai Manbidzsig jutott. 1069-ben a bizánciak a Van-tó melletti Hliatot próbálták visszaszerezni, ám az Eufrátesz mentén hagyott erőket szétverték a törökök, és a császár nem tudta megakadályozni Ikonion kifosztását. Az uralkodó ezután béketárgyalásba kezdett Alp Arszlánnal, akitől Manzikert várát szerette volna visszaszerezni Manbidzsért cserébe, ám az alku nem jött létre.
A szeldzsuk szultán közben más okból kifolyólag is nyugat felé fordította a figyelmét. Az iszmáilita síita Fátimida Kalifátus története legsúlyosabb válságát élte át, melynek során a hadsereg egymással viaskodó alakulatai teljesen uralmuk alá hajtották az országot, megalázva és nyomorba taszítva az uralkodót, al-Musztanszirt. Ez módot adott a különböző nomád török csoportok beszivárgására a szír térségben. Az egyik egyiptomi frakció vezetője, az akkor éppen Alsó-Egyiptomot uraló Nászir ad-Daula ibn Hamdán úgy döntött, hogy a szunnita szeldzsukok támogatásával leszámol a dinasztiával, ezért a mekkai sarífhoz hasonlóan elismerte Alp Arszlán és az abbászida kalifa uralmát (1069/1070). A csábító lehetőség hírére Alp Arszlán 1070 augusztus/szeptembere során hadjáratra indult Hamadánból. A törökök északnyugat felé vonultak, és Manzikert és Ardzsís bevétele után meghódolásra kényszerítették a Dijár Bakrot uraló marvánida Naszr ibn Marvánt, ostrommal bevették a bizánci kézen levő Edesszát, fogadták Harrán meghódolását, majd az addig névleges fátimida függésben lévő aleppói mirdászida fejedelemség ellen indultak. Rövid ostromot követően Mahmúd ibn Naszr emír is meghódolt.
A hadjárat azonban nem folytatódott, ugyanis híre jött, hogy Rómanosz Hliat ellen indult hatalmas, jobbára zsoldosokból álló seregével. A már Egyiptom felé induló Alp Arszlán a hírre azonnal észak felé fordult, és 1071. augusztus 26-án szétverte a császár seregét a manzikerti csatában. Maga a császár is fogságba esett. Bár a bizánci veszteségek nem voltak különösebben nagyok, a vereség hatására összeomlott Anatólia védelme, és az elkövetkező évtizedekben gyakorlatilag szabadon áramolhattak a muszlim török törzsek Kis-Ázsiába, létrehozva az Ikóniumi Szultánságot. A szultán maga azonban nem gondolt további hódításokra, amit jól jelez, hogy a fogságába esett Rómanosszal hamarosan békét kötött, amelyben csupán kisebb határváltozásokról, valamint a bizánciak által fizetendő sarcról és katonai segítségről állapodtak meg. (A béke nem sokáig maradt érvényben, ugyanis időközben a szabadon engedett Rómanoszt megfosztották császárságától, és 1072-ben meg is ölték riválisai, így a szeldzsukok semmisnek tekintették a szerződést.)

### Halála, örökösödése
A manzikerti diadalt követően Alp Arszlán visszatért keletre. A transzoxániai Karahánidák, akik számos rokoni szállal kötődtek a szultánhoz (Maliksáh mellett maga a szultán is beházasodott közéjük, Áisa nevű nővérét pedig Samsz al-Mulk nevű fejedelmükhöz adta feleségül), szembekerültek a szeldzsukokkal. Samsz al-Mulk állítólag megölette Áisát, akit azzal vádolt meg, hogy viszályt szít közte és Alp Arszlán között. A szultán megindult Buhara felé, ám röviddel azután, hogy átkelt az Amu-darján, egy hadifogoly rátámadt és súlyosan megsebesítette. A szultán néhány napra rá belehalt sérüléseibe. Halála után, terveinek megfelelően, Maliksáh foglalta el a szultáni trónt, aki apja tehetséges vezírjére, Nizám al-Mulkra támaszkodva meg tudta tartani a hatalmát.